# Fed Cup 2011 – baráž 1. skupiny Americké zóny
Baráž 1. skupiny Americké zóny ve Fed Cupu 2011 představovala čtyři vzájemná utkání týmů, které obsadily stejné pořadí v bloku A a B. Vítěz zápasu družstev z prvních příček bloků postoupil do baráže o účast ve Světové skupině II pro rok 2012. Družstva, která se umístila na třetím a čtvrtém místě obou bloků spolu sehrála zápas, z něhož poražený sestoupil do 2. skupiny Americké zóny pro rok 2012. Třetí z bloku A se utkal se čtvrtým z bloku B a naopak.
Hrálo se 5. února 2011 v areálu oddílu Tenis Club Argentino v Buenos Aires venku na antukových dvorcích. 

## Pořadí týmů
| Poř. | Blok A    | Blok B   |
| ---- | --------- | -------- |
| 1.   | Argentina | Kolumbie |
| 2.   | Peru      | Brazílie |
| 3.   | Paraguay  | Chile    |
| 4.   | Bolívie   | Mexiko   |

## Zápas o postup
Vítězné týmy bloků sehrály zápas o postup do baráže Světové skupiny II.

### Argentina vs. Kolumbie
| | Argentina | 3 :                                                                           | 0    | Kolumbie |    |  |
| --- | --------- | ----------------------------------------------------------------------------- | ---- | -------- | -- |  |
| Tennis Club de Argentino, Buenos Aires, Argentina 5. února 2011 antuka (venku) |           |                                                                               |      |          |    |  |
| \| \| \| \| 1. \| 2. \| 3. \| \| \| -- \| \| ----------------------------------------------------------------------------- \| ---- \| --- \| -- \| \| \| 1. \| \| Florencia Molinerová Catalina Castañová \| 7 65 \| 6 1 \| \| \| \| 2. \| \| Gisela Dulková Mariana Duqueová Mariñová \| 6 0 \| 6 0 \| \| \| \| 3. \| \| Mailen Aurouxová / Maria Irigoyenová Karen Castiblancová / Yuliana Lizarazová \| 6 1 \| 6 1 \| \| \| \| \| \| \| \| \| \| \| \| \| \| \| \| \| \| \| \| \| \| \| \| \| \| \| \| \| \| \| \| \| \| \| \| \| \| \| \| \| \| \| |           |                                                                               |      |          |    |  |
| |           |                                                                               | 1.   | 2.       | 3. |  |
| 1. |           | Florencia Molinerová Catalina Castañová                                       | 7 65 | 6 1      |    |  |
| 2. |           | Gisela Dulková Mariana Duqueová Mariñová                                      | 6 0  | 6 0      |    |  |
| 3. |           | Mailen Aurouxová / Maria Irigoyenová Karen Castiblancová / Yuliana Lizarazová | 6 1  | 6 1      |    |  |
| |           |                                                                               |      |          |    |  |
| |           |                                                                               |      |          |    |  |
| |           |                                                                               |      |          |    |  |
| |           |                                                                               |      |          |    |  |
| |           |                                                                               |      |          |    |  |

## Zápas o 3. místo
Druhé týmy bloků sehrály zápas o třetí místo.

### Peru vs. Brazílie
| | Peru | 1 :                                                                          | 2   | Brazílie |    |  |
| --- | ---- | ---------------------------------------------------------------------------- | --- | -------- | -- |  |
| Tennis Club de Argentino, Buenos Aires, Argentina 5. února 2011 antuka (venku) |      |                                                                              |     |          |    |  |
| \| \| \| \| 1. \| 2. \| 3. \| \| \| -- \| \| ---------------------------------------------------------------------------- \| --- \| --- \| -- \| \| \| 1. \| \| Patricia Kuová Floresová Teliana Pereirová \| 0 6 \| 1 6 \| \| \| \| 2. \| \| Bianca Bottová Roxane Vaisembergová \| 7 5 \| 6 0 \| \| \| \| 3. \| \| Ferny Angeles Pazová / Bianca Bottová Ana-Clara Duartová / Teliana Pereirová \| 2 6 \| 2 6 \| \| \| \| \| \| \| \| \| \| \| \| \| \| \| \| \| \| \| \| \| \| \| \| \| \| \| \| \| \| \| \| \| \| \| \| \| \| \| \| \| \| \| |      |                                                                              |     |          |    |  |
| |      |                                                                              | 1.  | 2.       | 3. |  |
| 1. |      | Patricia Kuová Floresová Teliana Pereirová                                   | 0 6 | 1 6      |    |  |
| 2. |      | Bianca Bottová Roxane Vaisembergová                                          | 7 5 | 6 0      |    |  |
| 3. |      | Ferny Angeles Pazová / Bianca Bottová Ana-Clara Duartová / Teliana Pereirová | 2 6 | 2 6      |    |  |
| |      |                                                                              |     |          |    |  |
| |      |                                                                              |     |          |    |  |
| |      |                                                                              |     |          |    |  |
| |      |                                                                              |     |          |    |  |
| |      |                                                                              |     |          |    |  |

## Zápasy o udržení
Třetí a čtvrté týmy sehrály zápasy o udržení. Poražení sestoupily do Americké zóny II pro rok 2012.

### Paraguay vs. Mexiko
| | Paraguay | 2 :                                                                                | 1   | Mexiko |     |  |
| --- | -------- | ---------------------------------------------------------------------------------- | --- | ------ | --- |  |
| Tennis Club de Argentino, Buenos Aires, Argentina 5. února 2011 antuka (venku) |          |                                                                                    |     |        |     |  |
| \| \| \| \| 1. \| 2. \| 3. \| \| \| -- \| \| ---------------------------------------------------------------------------------- \| --- \| --- \| --- \| \| \| 1. \| \| Montserrat Gonzálezová Nazari Urbinová \| 5 7 \| 6 4 \| 6 3 \| \| \| 2. \| \| Verónica Cepede Roygová Ximena Hermosová \| 6 3 \| 6 2 \| \| \| \| 3. \| \| Isaura Enrique Aguilarová / Isabella Robbianiová Laila Abdalaová / Nadia Abdalaová \| 2 6 \| 3 6 \| \| \| \| \| \| \| \| \| \| \| \| \| \| \| \| \| \| \| \| \| \| \| \| \| \| \| \| \| \| \| \| \| \| \| \| \| \| \| \| \| \| \| |          |                                                                                    |     |        |     |  |
| |          |                                                                                    | 1.  | 2.     | 3.  |  |
| 1. |          | Montserrat Gonzálezová Nazari Urbinová                                             | 5 7 | 6 4    | 6 3 |  |
| 2. |          | Verónica Cepede Roygová Ximena Hermosová                                           | 6 3 | 6 2    |     |  |
| 3. |          | Isaura Enrique Aguilarová / Isabella Robbianiová Laila Abdalaová / Nadia Abdalaová | 2 6 | 3 6    |     |  |
| |          |                                                                                    |     |        |     |  |
| |          |                                                                                    |     |        |     |  |
| |          |                                                                                    |     |        |     |  |
| |          |                                                                                    |     |        |     |  |
| |          |                                                                                    |     |        |     |  |

### Chile vs. Bolívie
| | Chile | 1 : | 2    | Bolívie |     |  |
| --- | ----- | --- | ---- | ------- | --- |  |
| Tennis Club de Argentino, Buenos Aires, Argentina 5. února 2011 antuka (venku) |       | |      |         |     |  |
| \| \| \| \| 1. \| 2. \| 3. \| \| \| -- \| \| -------------------------------------------------------------------------------------------------------- \| ---- \| --- \| --- \| \| \| 1. \| \| Andrea Kochová-Benvenutová María Paula Dehezaová \| 6 2 \| 6 4 \| \| \| \| 2. \| \| Camila Silvaová María Fernanda Álvarezová Teránová \| 4 6 \| 7 5 \| 1 6 \| \| \| 3. \| \| Fernanda Britová / Andrea Kochová-Benvenutová María Fernanda Álvarezová Teránová / María Paula Dehezaová \| 65 7 \| 6 4 \| 2 6 \| \| \| \| \| \| \| \| \| \| \| \| \| \| \| \| \| \| \| \| \| \| \| \| \| \| \| \| \| \| \| \| \| \| \| \| \| \| \| \| \| \| |       | |      |         |     |  |
| |       | | 1.   | 2.      | 3.  |  |
| 1. |       | Andrea Kochová-Benvenutová María Paula Dehezaová                                                         | 6 2  | 6 4     |     |  |
| 2. |       | Camila Silvaová María Fernanda Álvarezová Teránová                                                       | 4 6  | 7 5     | 1 6 |  |
| 3. |       | Fernanda Britová / Andrea Kochová-Benvenutová María Fernanda Álvarezová Teránová / María Paula Dehezaová | 65 7 | 6 4     | 2 6 |  |
| |       | |      |         |     |  |
| |       | |      |         |     |  |
| |       | |      |         |     |  |
| |       | |      |         |     |  |
| |       | |      |         |     |  |

## Konečné pořadí
| Pořadí   | Tým       |
| -------- | --------- |
| Postup   | Argentina |
| 2. místo | Kolumbie  |
| 3. místo | Brazílie  |
| 4. místo | Peru      |
| 5. místo | Paraguay  |
| 5. místo | Bolívie   |
| Sestup   | Mexiko    |
| Sestup   | Chile     |

- Argentina postoupila do baráže Světové skupiny II, kde ovšem nestačila na Japonsko a podlehla mu 0–4.
- Mexiko a  Chile sestoupily do 2. skupiny Americké zóny pro rok 2012.